# Sidomukti (Margoyoso)
Sidomukti is een bestuurslaag in het regentschap Pati van de provincie Midden-Java, Indonesië. Sidomukti telt 4192 inwoners (volkstelling 2010).